# Mark Peake
Mark Joseph Peake (Greensboro, 1963. január 19. –) amerikai republikánus politikus, ügyvéd. A virginiai szenátus tagja és a 22. kerületet képviseli.

## Politikai karrier
2017. január 10-én megnyerte a rendkívüli választást Tom Garett Jr.  utódjaként.